# 越南共和国国家警察野战部队
越南共和国国家警察野战部队（越南语：／， CSDC），也被法国人称为Police de Campagne ，美国人简称为国家警察野战部队 (NPFF) 、野战警察或野战部队，是越南共和国国家警察（越南语： Cảnh Sát Quốc Gia – CSQG）的准军事精英分支。活跃于越南战争期间，CSDC 从 1966 年到 1975 年与越南共和国陆军(ARVN) 和美国中央情报局(CIA) 密切合作。

## 起源
国家警察野战部队于 1966 年 1 月由南越政府创建，作为国家警察的武装支援单位。 

## 角色
国家警察野战部队执行的任务远远超出了民警部队的正常职责，在功能上充当南越武装部队的另一个分支，在农村和城市地区的实地组织和训练准军事行动。主要分配给反游击战、平叛、情报任务。 国家警察野战部队还承担了守卫重要公共建筑、要人保护、治安、反情报、防暴、警戒搜查，并且在丛林、山地和城市等复杂环境下开展作战等多项任务。 1967 年至 1972 年间，国家警察野战部队深入参与了备受争议的中央情报局运行的凤凰计划, 积极参与对疑似越共 (VC) 的民用基础设施或對反對勢力的“彈壓”——这通常涉及未经指控的任意逮捕、恣意刑讯逼供和法外处决。 

## 人员来源
国家警察野战部队成员通常是志愿参加野战部队服役的国家警察，尽管该单位也接受从越南共和国陆军(ARVN) 调动或退役的军事人员。后者包括越南共和国特种部队（越南语：／，LLDB）在 1970 年 12 月解散后的前成员 

## 结构和组织
野战警察司令部直接向国家警察司令部报告行动命令，并与位于西贡的 CSQG 总部同地办公。在“武装支援單位” （越南语：／）的指定下，到 1969 年，CSDC 司令部负责野战警察部队以及河流和海岸警察。 1972 年，战地警察司令部重新命名为“反应部队” （越南语：／ ），并整合了省调查部队（越南语：／），并于 1973 年再次将其名称更改为“机动調查行动部” （越南语：／)。 
野战警察的基本单位是大队（越南语：／，DD），分为一个 24 人的大队总部（HQ）和几个 40 人的战斗中队（越南语：／，TRD），每个中队四个 10人小队（越南语：／）。直到1968年，每个省和主要城市都分配了一个大队，并根据农村或城市地区的数量部署了2到13个中队。例如，一个大队最多分配五个区，但如果一个省或市社超过六个区，则可以部署两个大队。 1969 年后，进行了一次大规模重组，省级大队扩大到小团（越南语：／，TD）。到 1971 年 8 月，CSDC 的军官和士兵共计 16,500 人，编入 44 个省大队，包括约 90 个中队、242 个地区小队和一个独立的装甲骑兵小队。两个独立大队，每连四个中队，分别驻扎在头顿和岘港，这两个自治港口城市有自己的市政警察部门，与所在省分开。
为了向所有这些省市野战警察单位提供监督和支持，地区总部和服务公司分别位于该国四个军区。 CSDC 连通常由督察（1971 年后为上尉）指挥，督察受省警察长（越南语：／）的行动指挥，而分配到各地区的中队则在该地区的行动控制下县警察长（越南语：／）直接对縣政治负责人（越南语：／）负责。

### 装甲车部队
作为一支以轻型步兵为主的部队，野战警察拥有一个独立的装甲骑兵中队（越南语：／），配备八辆二战老式美国M8 灰狗轻型装甲车。总部位于西贡，其任务是为国家警察总部和毗邻的国家银行大楼及其周边地区提供安全保障。 该部队擅长丛林地区作战巡逻、市区作战巡逻和机动作战。

### 战术机动群
此外，野战警察维持着两个战术机动大队——TMG （越南语： Biêt Doàn ——BD）共计 5,000 人，分别指定为 BD 5 和 BD 222，赋予国家警察独立参与防御或进攻行动的能力履行其作战防御的使命。
BD 5以西贡为基地，实际上是一个扩大的营，因为除了一个总部 (HQ) 连外，它还部署了 12 到 14 个战斗连，每个连有 4 个排。该营在更广泛的西贡-嘉定地区活动，分配给西贡市警察总局（越南语：／），负责首都的内部安全和内部防御。在 1968 年 1 月的春节攻势期间，该部队与其他国家警察和 ARVN 部队一起保卫总统阮文绍的住所、独立宫， 在新山一空军基地的战斗中表现出色， Cholon、Phu Tho Racetrack和 Cha Tam Church，在那里他们对攻击越共部队造成了重大损失。
同样总部设在西贡的BD 222营是一个只有 6 个战斗连的较小中队，又被分配到国家警察的总预备队（越南语：／），作为可以在全国部署的快速反应部队，负责具体任务和增援职责。 1968 年春节期间在西贡，BD 222 的野战警察成功地驅逐了盘踞在国家广播电台大楼的越共“特工”（越南语： Đắc Cộng ）， 距离西贡几百米美国大使馆，也在别处接过敌。 1968 年至 1975 年间，该中队部署在全国不同时间和地点，与其他国家警察或南越军队在顺化、岘港、平定、宣端、嘉定、隆安、边和和富国岛。 1972 年 4 月，越南人民军(PAVN) 的三个装甲师在复活节攻势期间，安乐市被围攻，BD 222 被紧急赶来加强该市的防御工事，并成功地抵御了敌方坦克的反复攻击。 

### 警察特别侦察队
侦察和侦察任务由特别侦察队 – SRT （越南语：／– TSDB）的战斗追踪器执行。从下高棉人 、 占族 、 侬族或高地民族山地部落（在法语中又名Montagnards），他们被组织成排大小的单位，隶属于每个国家警察野战部队大队。他们专长于绳降、反伏击、空中机动逃跑、快速战术射击、前方观察员、手势和手臂信号、肉搏战、用直升机渗透该地区、丛林和山地战、住在丛林和山区、远程突防、侦察作战战术、小分队作战战术、战术紧急医疗、战术无线电通信、跟踪战术、非常规作战战术，以及使用地图和指南针。

## 训练
志愿参加野战部队服役的国家警察，除了接受基本的警察指导外，还接受了高级准军事训练。最近从Hoc Viên警察学院或大叻军事学院毕业的 Probatier 军官必须在 ARVN 步兵学校为西贡守德市的军官接受完整的战斗战术指导周期，而在Rach Dua完成基础训练的巡警还参加了位于大叻的 ARVN 战斗训练中心和 NCO 学校的类似项目。这一阶段，所有的战斗训练都在班级和排级进行，这使得新兵在野战中获得了良好的战术机动能力。
在此之后，未来的野战警察——包括军官和士官——在芒莱阿和披鲁新国家警察培训中心接受了为期八周的 CSDC 准军事技能培训。教学涵盖的主题包括近身保护、城市地区的战斗和巡逻技术、反伏击、人群控制、逃跑、急救、手势和手臂信号、肉搏战、用直升机渗透区域、情报收集、情报收集行动、丛林和山地作战战术、执法、丛林生活、无线电通信、突袭和侦察作战战术、防暴技术、跟踪战术以及使用地图和指南针。为了提升他们的能力，班和排定期返回这些训练中心进行为期六周的单位进修训练，但对于派驻各省的大多数 CSDC 连和营来说，他们的进修课程实际上是在地区训练中心进行的。美国机动训练队或来自澳大利亚陆军越南训练队(AATTV) 的澳大利亚顾问向现场的野战警察部队提供了额外的军事“在职”训练。 
选定的军官学生也被派往马来西亚皇家警察野战部队特别训练中心 在马来西亚霹雳州乌鲁近打的Kentonmen参加高级特种警察和教官的课程；毕业后，其中一些新的国家警察返回南越后将被派往警察培训中心担任野战警察教官，以将他们的技能传授给 CSDC 新兵。 

## 武器装备
CSDC 按军事标准轻装，但按常规警察标准重装。最初，它的大部分武器装备都是二战/朝鲜战争的过剩武器——标准武器是M1 加兰德半自动步枪，辅以M1 / M2卡宾枪、 M3和汤普森冲锋枪以及BAR 轻机枪。从 1969 年开始，步枪、卡宾枪和冲锋枪开始被M16 步枪取代，虽然后者成为野战部队的主要武器，但它从未完全取代早期的武器。 此外，每个排都有一个M79 榴弹发射器和一个.30 口径中型机枪。公司武器库中有二十四支霰弹枪。野战警察没有机组人员使用的武器系统，例如迫击炮或任何其他间接火力武器。
- M1917左轮手枪
- 史密斯威森 10 型左轮手枪
- Smith & Wesson SW2 Bodyguard .38 左轮手枪
- Colt Cobra .38 Special 塌鼻左轮手枪
- 史密斯威森 39 型手枪
- Colt.45 M1911A1 自动手枪
- M1加兰德战斗步枪
- M1卡宾枪
- M2卡宾枪
- M3 和 M3A1“黄油枪”冲锋枪
- IMI乌兹冲锋枪
- M1A1汤普森冲锋枪
- M16A1突击步枪
- 伊萨卡 37 型泵动式霰弹枪[14] [15]
- 史蒂文斯 77E 型泵动式霰弹枪[14] [16] [17]
- M1918A2 BAR轻机枪
- M60机枪
- 勃朗宁 M1919A4 .30 Cal 中型机枪
- M79榴弹发射器

### 车辆
- 威利斯 MB吉普车
- 威利斯 M38 MC吉普车
- 道奇 M37多用途卡车
- Kaiser Jeep M715多功能卡车
- M8灰狗轻型装甲车

## 制服和徽章
野战警察人员最初获得与其他国家警察分支相同的标准越南共和国陆军橄榄绿迷彩服，但从 1967 年开始，他们开始获得一种新的“豹”迷彩迷彩服，被称为“土色花”（越南语： Hoa Mâu Dât ）越南人制服。这是美国设计的米切尔“云”迷彩图案的本地生产副本，在棕褐色背景上融合了重叠的深棕色、赤褐色、米色、浅棕色和赭色云状斑点。
橄榄绿的美国M-1951 野战夹克或当地制造的迷彩布复制品发给了在中部高地寒冷山区环境中作业的野战警察连。 

### 帽
野战警察与其他国家警察的区别在于，他们戴着一顶黑色的贝雷帽，这顶贝雷帽是由一块羊毛制成的，上面有一个黑色的皮圈带，后面有两个紧固带子。贝雷帽通常被精心塑造成尖形或 "鸡冠状"，受到许多南越军事人员的影响，因为据说这让佩戴者的身材更有气势。 它是法国风格的，拉到左边，右眼上方有国家警察帽徽。 最初打算在正式场合与国家警察制服一起佩戴，贝雷帽有时会出现在野外，但它经常被迷彩丛林帽和美国 M-1 型号 1964 钢盔所取代，后者与匹配的“云迷彩罩。  美国 M-1 头盔衬里漆成闪亮的黑色，两侧标有白色和红色条纹，首字母“TC”（越南语： Tuấn Chân – 巡逻）由被分配巡逻任务或防暴控制的野战警察佩戴城市地区。 

### 鞋
黑皮作战靴是由美国人提供的，他们发放了早期的美军M-1962 "麦克纳马拉 "型号和M-1967型号的 "波纹 "橡胶底，这是ARVN的标准发放。在战场上，野战警察一般穿的是非常珍贵的美军丛林靴和越南人生产的黑色或绿色帆布巴塔热带靴，在驻军中则被皮革或商业塑料和橡胶凉鞋取代。有些人在丛林靴的内侧装上了拉链，这样就可以把靴子永久地系成一种花哨的 "空降兵 "图案，而穿着者可以通过拉链快速而方便地进出靴子。  

### 徽章
关于徽章的放置，CSDC有一套自己的系统，最初是根据他们的制服改编的。大多数 CSDC 士兵在执行任务时在他们的野战迷彩服上没有徽章，或者有时只是他们的公司徽章在口袋衣架上用布或金属版本贴在口袋衣架上，效仿法国模式挂在右衬衫口袋上。 
特别侦察队发给了一个圆形刺绣黑边红边补丁，红色“CSQG”和“TSDB”字样和有翼剑刺刀指向下方。 